# Pere Torre
Pere Torre (o Petro Torra o Pere Torra), (Principat de Catalunya, segle XVII), fou un lexicògraf i gramàtic català, autor del diccionari català-llatí Dictionarium seu Thesaurus Catalano-Latinus verborum ac phrasium, publicat per primer cop a Barcelona l'any 1640. Fou professor de gramàtica a la Universitat de Barcelona.
La Biblioteca de Fons Antic de la Universitat de Barcelona conserva una cinquantena d'obres que van formar part de la biblioteca personal de Torre, així com alguns exemples de les marques de propietat que van identificar els seus llibres al llarg de la seva vida.